# Anne Stuart
Pour les articles homonymes, voir Stuart.
Anne Stuart, (née Anne Kristine Stuart le 2 mai 1948 à Philadelphie, États-Unis) est une écrivaine américaine de romances. Elle est l’auteur d'une série de best-sellers classés sur la liste du New York Times. Elle a écrit plus de 60 romans et a obtenu de nombreux prix dont le prix de l'accomplissement professionnel (« Lifetime Achievement Award ») de la Romance Writers of America.

## Biographie
Anne Kristine Stuart naît le 2 mai 1948 à Philadelphie, Pennsylvanie et grandit à Princeton, New Jersey. Son premier roman est publié en 1974 par les éditions Ballantine Books. Elle et son mari Richard Ohlrogge ont deux enfants, un fils et une fille et vivent au nord du Vermont.

## Récompenses

### Prix
- Romantic Times Career Achievement Award en 2000[3]
- Banish Misfortune : Rita Award du meilleur roman de l'année 1986
- Une place au Paradis: Rita Award du meilleur roman de l'année 1994
- Dangereuse amnésie : Rita Award du meilleur roman de l'année 1996
- Lord of Danger : Romantic Times award en 1997[4]
- J'ai aimé un assassin : Romantic Times award en 1995[4]
- To Love a Dark Love : Romantic Times award en 1994[4]

### Nominations
- La nuit ensorcelée : Romantic Times award en 1997[4]
- Le cygne et le faucon : Romantic Times award en 2004[4]
- Lune rouge : Romantic Times award en 1996[4]
- Prince of Magic : Romantic Times award en 1998[4]
- Voleur de cœur : Romantic Times award en 1996[4]
- Ritual Sins : Romantic Times award en 1997[4]
- L'amant secret : Romantic Times award en 1999[4]
- Shadow at Sunset : Romantic Times award en 2000[4]
- Devil's waltz : Romantic Times award en 2006[4]
- Le secret de Tallulah : Romantic Times award en 1999[4]
- La veuve : Romantic Times award en 2001[4]
- L'homme sauvage : Romantic Times award en 2000[4]

## Œuvres

### Romances historiques
- (en) Barrett's Hill, 1974Inédit en France
- (en) Demonwood, 1979Inédit en France
- (en) Lord Satan's Bride, 1981Inédit en France
- (en) The Spinster and the Rake, 1982Inédit en France
- (en) The houseparty, 1985Inédit en France
- (en) Angel's Wings, 1990Inédit en France
- Séducteur sans scrupule, J'ai lu, 1995 ((en) A Rose at Midnight, 1993)Publié dans la collection Aventures et Passions
- (en) Under an enchantment, 1993Inédit en France
- Désirs masqués, J'ai lu, 1996 ((en) Shadow Dance, 1997)Publié dans la collection Aventures et Passions
- (en) To Love a Dark Lord, 1994Inédit en France
- Voleur de cœur, J'ai lu, 2002 ((en) Prince of Swords, 2002)Publié dans la collection Aventures et Passions
- (en) Lord of Danger, 1997Inédit en France
- (en) Prince of Magic, 1998Inédit en France
- Julianna et le fou du roi, J'ai lu, 2003 ((en) Lady Fortune, 2000)Publié dans la collection Aventures et Passions
- Le cygne et le faucon, Harlequin, 2006 ((en) Hidden Honor, 2004)Publié dans la collection Grands Romans Historiques
- (en) Devil's Waltz, 2006Inédit en France

#### Série The Demon Count
1. (en) The Demon Count, 1980Inédit en France
2. (en) The Demon Count's Daughter, 1980Inédit en France

#### Série House of Rohan
1. (en) The wicked house of Rohan, 2011Inédit en France
2. (en) Ruthless, 2010Inédit en France
3. (en) Reckless, 2010Inédit en France
4. (en) Breathless, 2010Inédit en France
5. (en) Shameless, 2011Inédit en France

#### Série Scandal at the House of Russell
1. (en) Never kiss a rake, 2013Inédit en France
2. (en) Never trust a pirate, 2013Inédit en France
3. (en) Never Marry a Viscount, 2014Inédit en France

### Romances contemporaines
- (en) Cameron's Landing, 1977Inédit en France
- Un homme dans ses rêves, Harlequin, 1984 ((en) Chain of Love, 1983)Publié dans la collection Liberty
- Au bord du vertige, Harlequin, 1985 ((en) Heart's Ease, 1983)Publié dans la collection Série américaine
- (en) Museum Piece, 1984Inédit en France
- L'impossible aveu, Harlequin, 1984 ((en) Tangled Lies, 1984)Publié dans la collection Intrigue 80
- Un rêve inassouvi, Harlequin, 1987 ((en) Against the Wind, 1985)Publié dans la collection Série Or
- Trop merveilleuse, Harlequin, 1985 ((en) Housebound, 1985)Publié dans la collection Édition spéciale
- (en) Banish Misfortune, 1985Inédit en France
- Jeannie MacPherson, Harlequin ((en) The Rocky Road, 1985)Publié dans la collection Édition Spéciale
- (en) Bewitching Hour, 1986Inédit en France
- (en) Blue Sage, 1987Inédit en France
- Le maître des marionnettes, Flammarion, 1988 ((en) Hand in Glove, 1987)Publié dans la collection Duo Harmonie
- Partenaires de choc, Harlequin, 2003 ((en) Partners In Crime, 1988)Publié dans la collection Harlequin d'Or
- Farnum's Castle ou des pas dans la nuit, Harlequin, 1989 ((en) Cry for the Moon, 1988)Publié dans la collection Horizon
- Tu ne l'entendras pas venir, J'ai lu, 1996 ((en) Seen and Not Heard, 1988)Publié dans la collection Rose et Noire
- Escapade de charme, Flammarion, 1990 ((en) Crazy like a Fox, 1989)Publié dans la collection Duo Harmonie
- Fenêtre sur l'invisible, Harlequin ((en) Special Gifts, 1990)Publié dans la collection Azur
- (en) Rancho Diablo, 1990Inédit en France
- (en) Chasing Trouble, 1991Inédit en France
- Le manoir aux fantômes, Harlequin, 1998 ((en) Night of the Phantom, 1991)Publié dans la collection Sixième Sens
- (en) Heat Lightning, 1992Inédit en France
- Au cœur du danger, Flammarion, 1993 ((en) Now You See Him, 1992)Publié dans la collection Duo Coup de Foudre
- Vengeance à Hollywood, Flammarion, 1995 ((en) Rafe's Revenge, 1992)Publié dans la collection Duo Coup de Foudre
- La ville rouge, Harlequin, 1994 ((en) Break the Night, 1993)Publié dans la collection Sixième Sens
- Un certain 14 février..., Harlequin, 1994 ((en) One More Valentine, 1993)
- (en) Bewitching Hour, 1993Inédit en France
- Une place au Paradis, Harlequin, 1994 ((en) Falling Angel, 1993)
- (en) The High Sheriff of Hunting, 1993Inédit en France
- L'amant invisible, Harlequin, 1996 ((en) Cinderman, 1994)Publié dans la collection Sixième Sens
- J'ai aimé un assassin, J'ai lu, 1996 ((en) Nightfall, 1995)Publié dans la collection Amour et Suspense
- Un amour interdit, Flammarion, 1995 ((en) The Soldier and the Baby, 1995)Publié dans la collection Duo Coup de foudre
- Dangereuse amnésie, J'ai lu, 1997 ((en) Winter's Edge, 1995)Publié dans la collection Amour et Suspense
- (en) Dangerous Touch, 1995Inédit en France
- (en) Dark Journey, 1995Inédit en France
- Lune rouge, J'ai lu, 1997 ((en) Moonrise, 1996)Publié dans la collection Amour et Suspense
- (en) A Midnight Clear, 1996Inédit en France
- (en) Ritual Sins, 1997Inédit en France
- (en) Sultry, 1997Inédit en France
- La nuit ensorcelée, Harlequin, 1998 ((en) A Dark and Stormy Night, 1997)Publié dans la collection Sixième Sens
- (en) Ardath, 1998Inédit en France
- Le secret de Tallulah, Harlequin, 2001 ((en) The Right Man, 1999)Publié dans la collection Sixième Sens
- L'amant secret, J'ai lu, 2000 ((en) Shadow Lover, 1999)Publié dans la collection Amour et Destin
- (en) Dangerous Love, 1999Inédit en France
- (en) Shadows at Sunset, 2000Inédit en France
- (en) The Fall of Maggie Brown, 2000Inédit en France
- (en) Kissing Frosty, 2000Inédit en France
- (en) Goddess in Waiting, 2000Inédit en France
- L'homme sauvage, Harlequin, 2002 ((en) Wild Thing, 2000)Publié dans la collection Sixième Sens
- La veuve, Harlequin, 2003 ((en) The Widow, 2001)Publié dans la collection Best Sellers
- (en) Still Lake, 2002Inédit en France
- (en) The Road to Hidden Harbor, 2002Inédit en France
- Mortelle rencontre, Harlequin, 2006 ((en) Into the Fire, 2003)Publié dans la collection Best Sellers
- (en) Star Light, Star Bright, 2004Inédit en France
- (en) Blind Date from Hell, 2004Inédit en France
- (en) The Infortunate Miss Fortunes, 2007Inédit en France
- (en) Claus and Effect, 2008Inédit en France
- (en) Dogs and Goddesses, 2009Inédit en France
- Piège de brume, Harlequin, 2010 ((en) Silver Falls, 2009)Publié dans la collection Best Sellers

### Série Catspaw
1. Troublante imposture, Harlequin, 1985 ((en) Catspaw, 1985)Publié dans la collection Intrigue 80
2. (en) Catspaw II, 1988Inédit en France
3. (en) Night And Day - Night, 2001Inédit en France

### Série Maggie Bennett
1. Les rivages du midi, Presses de la Cité, 1988 ((en) At the Edge of the Sun, 1987)
2. Passagers clandestins, Presses de la Cité, 1988 ((en) Darkness Before Dawn, 1987)
3. Le partage de l'aube, Presses de la Cité, 1988 ((en) Escape Out of Darkness, 1987)

### Série Ice
1. (en) Black Ice, 2005Inédit en France
2. (en) Cold As Ice, 2006Inédit en France
3. (en) Ice Blue, 2007Inédit en France
4. (en) Ice Storm, 2007Inédit en France
5. (en) Fire and Ice, 2008Inédit en France
6. (en) On thin Ice, 2011Inédit en France